# Kompromiss
Ein Kompromiss ist die Lösung eines Konfliktes durch gegenseitige freiwillige Übereinkunft, unter beiderseitigem Verzicht auf Teile der jeweils gestellten Forderungen. Die Verhandlungspartner gehen aufeinander zu. Sie verlassen die eigene Position und bewegen sich auf eine neue gemeinsame Position. Ziel ist ein gemeinsames Ergebnis, auf das sie sich einigen. Der Kompromiss ist eine vernünftige Art, widersprüchliche Interessen auszugleichen (Dissens-Management). Er lebt von der Achtung der gegnerischen Positionen und gehört zum Wesen der Demokratie. Kompromisse können viele Lebensbereiche der Menschen betreffen.

## Wortherkunft
Der schon bei Cicero belegte Ausdruck compromissum stammt aus der lateinischen Rechtssprache und bedeutete dort, dass die streitenden Parteien „gemeinsam versprechen“ (com-promittunt), sich dem Schiedsspruch eines zuvor als Schiedsrichter angerufenen Dritten zu unterwerfen. Eine Partei, die den Schiedsspruch nachher nicht anerkennt, verliert eine zuvor hinterlegte Pfandsumme Geldes.
In der Rechtssprache des Mittelalters wurde eine gütliche Übereinkunft in einem Rechtsstreit als Mutsühne bezeichnet.

## Konflikt als Hintergrund
Hinter einem Kompromiss steht immer ein Konflikt zwischen verschiedenen Wünschen, Interessen und Bedürfnissen. Meist ergeben sich Konflikte zwischen verschiedenen Menschen. Manchmal aber auch im Inneren eines Menschen („Zwei Seelen in meiner Brust“), oder zwischen Gruppen, Organisationen, Staaten, Kulturen oder Religionen. Oft sind vermeintliche Widersprüche und die daraus erfolgenden Konflikte lediglich eine Folge von Missverständnissen. Und oft steht hinter einem Wunsch oder einem Interesse ein verborgenes und viel wesentlicheres Bedürfnis. Wird ein Missverständnis aufgelöst oder das eigentliche Bedürfnis hinter dem vordergründigen Interesse erfüllt, gibt es auch keinen Konflikt mehr.
Manche Konflikte sind Verteilungskonflikte, beispielsweise Rohstoffe, Unternehmensgewinn, Gehalt, Wohnraum etc. Solche Konflikte werden oft fälschlich als Nullsummenspiel betrachtet: wenn einer der beiden einen Euro mehr bekommt, bekommt der andere automatisch einen Euro weniger. Aber vielleicht ist der eine Euro für den Einen eine ganze Mahlzeit, und für den Anderen nur ein Bruchteil davon. Auch komplexere Zusammenhänge werden oft fälschlich als Nullsummenspiel betrachtet und werden dadurch meist unlösbar. Die meisten Nullsummenspiele lösen sich hingegen auf, wenn sie in größerem Zusammenhang betrachtet werden.

## Beispiele
Ein Kompromiss kann geschlossen werden, wenn keine der beiden Seiten genug Kraft besitzt, um die eigenen Ziele konsequent und vollständig zu verfolgen. Oder wenn das vollständige Durchsetzen der Interessen einer Seite keine dauerhafte Lösung darstellt. Wenn also zu befürchten ist, dass die Lösung immer wieder in Frage gestellt wird und somit nicht stabil ist beziehungsweise nur unter sehr hohen Kosten seitens des Gewinners aufrechterhalten werden kann, dann ist ein Kompromiss besser als "Sieg und Niederlage".
Ein Kompromiss kann auch das Ergebnis einer Situation sein, in der zwar eine Seite sich vollständig durchsetzen und dieses Ergebnis auch aufrechterhalten könnte, jedoch neben dem Ziel, auf das sich der Kompromiss bezieht, weitere konfliktträchtige Ziele bestehen. Ein Beispiel: Land A will 1. politische Herrschaft über Land B und 2. finanzielle Mittel von Land B. Selbst wenn Land A in der Lage ist, Land B vollständig und gegebenenfalls auch dauerhaft zu beherrschen, könnte dies zu geringerer Zufriedenheit und damit geringerer Produktivität in Land B führen, was verminderte Steuereinnahmen aus dem beherrschten Land B zur Folge hätte (Abwägen der Opportunitätskosten).
Neben harten Zahlen (beispielsweise Geld, Waren) können auch soziale und politische Faktoren eine Rolle spielen. Zum Beispiel können beim Abschließen eines Kompromisses beide Seiten das Gefühl haben, ihr „Gesicht zu wahren“ – dem Kontrahenten und/oder Dritten gegenüber.

### Rechtsprechung
Bei gerichtlichen Verfahren schließen die Streitparteien häufig einen Kompromiss in Form eines rechtlichen Vergleiches. Dieser kann aus direkten Verhandlungen der Kontrahenten hervorgehen oder vom Gericht vorgeschlagen werden. Beispielsweise wenn absehbar ist, dass einer verliert, aber damit das Problem nicht gelöst ist, oder wenn unklar ist, wer verliert, aber klar ist, dass das Problem so oder so nicht gelöst ist. Der Kompromiss soll also die Eskalation des Konflikts verhindern, da die möglichen Kosten einer Niederlage höher bewertet werden als die Nachteile, die durch den Kompromiss entstehen.
In der Mediation hingegen erarbeiten die Gegner gemeinsam eine Lösung, bei der beide gewinnen und keiner verliert. Ziel ist, dass man sich wieder gegenseitig achten kann. Ein Kompromiss ist eher nicht Bestandteil einer Mediation.

### Wirtschaft
Die Tarifverhandlungen zwischen Arbeitgebern und Arbeitnehmern sind ein alljährliches Beispiel für einen Kompromiss: Die am Ende vereinbarten Lohnerhöhungen liegen meist zwischen dem was die Beschäftigten anfangs forderten und dem, was die Arbeitgeber anfangs anboten. Manchmal werden nicht erfüllte Lohnforderungen durch andere Verbesserungen abgegolten (Urlaub, Arbeitszeitverkürzung, Mitbestimmung). Auch Überstunden können ein Kompromiss sein, wenn sie dem Mitarbeiter einen finanziellen Zuschlag bringen und die Gesamtarbeitszeit über das Jahr wieder ausgeglichen wird.
Kooperation: Ein Betrieb bietet seinem Nachbarbetrieb an, zusammen eine Anlage zu kaufen. Das spart 20.000 Euro. Wenn beide in gleicher Situation sind, bietet es sich an, die Ersparnis hälftig zu teilen. Verschiedenste Gründe können aber dazu führen, dass als guter Kompromiss etwas anderes als hälftige Teilung vereinbart wird. 

### Politik
In demokratischen Staaten, aber auch in staatlichen Verbünden bzw. im zwischenstaatlichen Bereich, werden häufig Kompromisse zwischen politischen und wirtschaftlichen Entscheidungsträgern geschlossen, wobei es z. B. um die Erkämpfung beziehungsweise Sicherung erreichter sozialer Standards (etwa des jeweiligen Existenzminimums) oder um unternehmerische Interessen geht (zum Beispiel um Profite, Tarife, Steuern, Zölle und Abgaben).
Kompromisse können auch bei der Regelung anscheinend strikt gegensätzlicher völkerrechtlicher Positionen geschlossen werden, etwa zwischen zwei Staaten oder innerhalb eines Staates zur Lösung von Konflikten, Kriegen oder Bürgerkriegen, „eingefrorenen“ Auseinandersetzungen usw. Meist geht es um zwei gegensätzliche Prinzipien, z. B.:
- einerseits um das Prinzip, die territoriale Integrität eines völkerrechtlich anerkannten Staates zu erhalten und
- andererseits um das Prinzip, dem Selbständigkeitstreben einer Bevölkerungsminderheit gerecht zu werden.

Als möglicher Standardkompromiss bietet sich solchen Fällen eine teilweise Autonomie an. Ob ein entsprechender Kompromiss eingegangen wird und wie lange er hält, hängt allerdings von den Rahmenbedingungen ab. Diese können sich ändern.

## Lösungsansätze

### Win-Win
Nicht immer müssen die streitenden Parteien Forderungen aufgeben. Eine höhere Form der Konfliktlösung, als es der Kompromiss ist, ist die Win-Win-Lösung, bei der beide Konflikt-Parteien nicht nur das bekommen, was sie wollen, sondern etwas darüber hinaus. Beispielsweise indem sie ein gemeinsames Ziel gemeinsam oder sich gegenseitig ergänzend verfolgen. Oder indem sie sich gegenseitig Akzeptanz, Anerkennung und Wertschätzung schenken und die Beziehung zueinander in den Vordergrund stellen, und so gemeinsam Lösungen finden, an die sie vorher noch gar nicht gedacht hatten.

### Konsens
Der Konsens ist eine gemeinsame Übereinkunft, die die Bedürfnisse der Beteiligten deutlich stärker berücksichtigt, als es ein Kompromiss tun kann. Ein Konsens löst Widersprüche auf, auch verdeckte, oder er benennt für alle Beteiligten und Betroffenen die noch offenen und noch nicht im Konsens gelösten Punkte. 

### Fauler Kompromiss
Ein „fauler Kompromiss“ ist eine Variante, bei der nur scheinbar ein Kompromiss erzielt wurde – in Wahrheit aber eine Partei den Kürzeren gezogen hat, und dies nicht gemerkt wurde bzw. unter den Tisch gekehrt wird. Oder bei der man sich auf den kleinsten gemeinsamen Nenner verständigt hat und dabei beide eher verlieren. Nicht selten werden mangelnde Vorteile oder entsprechende Nachteile erst später ersichtlich und machen dann Nachverhandlungen erforderlich.

### Formelkompromiss
Ein Formelkompromiss ist eine Übereinkunft darüber, dass jede der streitenden Parteien in der Vereinbarung (der situationsbeschreibenden Formel) ihre Sicht der Dinge beziehungsweise ihre Interessen untergebracht hat. Der Konflikt bleibt ungelöst, ohne dass eine der Parteien oder beide als Verlierer gelten können. Formelkompromisse haben manchmal den Sinn, eine echte Einigung auf später zu verschieben (dilatorischer Formelkompromiss) oder die Entscheidung an jene Institutionen zu delegieren, die für die Auslegung und Anwendung der Übereinkunft verantwortlich sind (delegierender Formelkompromiss). So einigen sich die Parteien im Parlament nicht selten auf ein Gesetz, das einen Formelkompromiss statt einer eindeutigen Regelung enthält. Beruft sich in einem Rechtsstreit eine Partei auf dieses Gesetz, muss die Rechtsprechung im Wege der Auslegung der Formel entscheiden, was der Gesetzgeber vermutlich für den jeweiligen Einzelfall gewollt hat. Ein eindrucksvolles Beispiel liefert Art. 15 c der Richtlinie 2004/83/EG des Rates vom 29. April 2004 über Mindestnormen für die Anerkennung und den Status von Drittstaatsangehörigen oder Staatenlosen als Flüchtlinge etc. (ABl EG Nr. L 304/12 v. 30. September 2004) und das dazu ergangene Urteil des Gerichtshofs der Europäischen Gemeinschaften vom 17. Februar 2009 − Rechtssache C-465/07 – (Elgafaji), ABl EU Nr. C 90/4 v. 18. April 2009.

### Sieg und Niederlage
Keine Lösung wäre es, wenn der Stärkere seinen Willen auf Kosten des Schwächeren durchsetzt.

## Unterschiedliche sprachliche Bedeutung
Je nach kulturellem oder sprachlichem Hintergrund kann die Bedeutung des Wortes „Kompromiss“ und die Erwartungshaltung dazu verschieden sein. In England, Irland und den Commonwealth-Staaten bedeutet das Wort compromise etwas Gutes: Man betrachtet eine Übereinkunft, einen Kompromiss, als etwas Positives, das beiden Seiten zugutekommt. In den USA dagegen versteht man unter diesem Begriff eine Lösung, bei der beide Seiten verlieren. (Siehe interkulturelle Kompetenz.)

### Frühere Sichtweisen in Deutschland
Der Kompromiss wurde früher als „undeutsch“ gebrandmarkt. Gemäß Bezeichnungen oder Sprichworten wie „der faule Kompromiss“, „das Durchschlagen des Gordischen Knoten“, „Lass dich in keinen Kompromiss; du verlierst die Sach, das ist gewiss!“ oder „Hier steh ich, ich kann nicht anders“ sei der Kompromiss eine Sache für Unentschlossene, Schwächlinge oder Unklare. Es galt ein vermeintlicher Heroismus der Kompromisslosigkeit, der Härte, der Durchsetzungsmacht. Charakter zeigte sich angeblich in Überzeugungstreue und Prinzipienfestigkeit. Im Gegensatz dazu gilt die Donaumonarchie bzw. die habsburgische Idee mit ihrem Grundsatz des „Leben und leben lassen!“ durch die Erarbeitung unzähliger Kompromisse als übernationaler ausgleichender vorbildlicher Mittler zwischen Sprachen und angestammten Ethnizitäten.

### Kompromittierung
In der Kryptologie wird das Wort „Kompromiss“ mit anderer Bedeutung benutzt. Hier bezeichnet es die Bloßstellung (Blamage) einer schlecht verschlüsselten Nachricht, also eines Geheimtextes, die nicht selten seinen Bruch (Entzifferung) des Inhaltes oder gar die Bloßlegung des zugrundeliegenden kryptographischen Verfahrens erlaubt.

## Ethik
Aus Sicht der (christlichen) Ethik muss sich konkretes Handeln an den ethischen Werten sowie an den eigenen realen Möglichkeiten und den realen Erfordernissen des Anderen orientieren. Bei konkreten Entscheidungen ist oft ein Kompromiss erforderlich: „Kompromissbereitschaft ist nicht Schwäche, sondern Ausdruck gesellschaftlicher Verantwortung; sie ist eine geforderte und zu übende Grundhaltung oder Tugend.“

## Abgrenzung
Während der Kompromiss nach einem Mittelweg zwischen zwei gegensätzlichen Zielen oder Merkmalen sucht, strebt der Trade-off durch Abwägung die Entscheidung für eines der Ziele oder Merkmale an.